# Elecciones parlamentarias de Marruecos de 1963
Las primeras elecciones parlamentarias de Marruecos se llevaron a cabo el 17 de mayo de 1963, luego de la sanción, y posterior ratificación en referéndum de la nueva constitución que preveía una monarquía constitucional parlamentaria a finales del año anterior. El resultado fue una estrecha victoria por voto popular del monarquista Frente para la Defensa Constitucional de las Instituciones, que obtuvo mayoría simple en la Cámara de Representantes con 69 escaños. En las elecciones indirectas para la Cámara de Consejeros, celebradas el 12 de octubre, dicho partido obtuvo una aplastante mayoría absoluta con 102 de los 120 escaños. La participación electoral fue del 71.8%.
Los dos principales partidos de la oposición a la monarquía, el islamista Partido Istiqlal y la republicana Unión Nacional de Fuerzas Populares, obtuvieron amplias victorias en el país, y una coalición entre ambos formaría mayoría absoluta, lo que hubiera impedido al FDIC formar gobierno. En noviembre, el Tribunal Supremo suspendió algunos de los escaños de la oposición, permitiendo a Ahmed Bahnini convertirse en Primer ministro de Marruecos mediante una repetición de elecciones en algunas circunscripciones en 1964. Esto a la larga tampoco mantuvo al frágil gobierno constitucional y el Rey Hassan II disolvió el parlamento en junio de 1965.

## Resultados

### Cámara de Representantes
| Partido                                                    | Votos     | %     | Escaños |
| ---------------------------------------------------------- | --------- | ----- | ------- |
| Frente para la Defensa Constitucional de las Instituciones | 1.159.932 | 34.77 | 69      |
| Partido Istiqlal                                           | 1.000.506 | 30.00 | 41      |
| Unión Nacional de Fuerzas Populares                        | 751.056   | 22.52 | 28      |
| Partido Comunista Marroquí                                 | 2.345     | 0.07  | 0       |
| Independientes                                             | 421.479   | 12.63 | 6       |
| Votos en blanco/anulados                                   | 113.221   | −     | −       |
| Total                                                      | 3.448.539 | 100   | 144     |
| Votantes registrados/participación                         | 4.803.654 | 71.78 | −       |
| Fuente: Nohlen et al.                                      |           |       |         |

### Cámara de Consejeros
| Party                                                      | Asambleístas | Asambleístas | Asambleístas | Industriales | Industriales | Industriales | Agricultores | Agricultores | Agricultores | Artesanos | Artesanos | Artesanos | Empresarios | Empresarios | Empresarios | Total  | Total | Total   |
| Party                                                      | Votes        | %            | Escaños      | Votes        | %            | Escaños      | Votes        | %            | Escaños      | Votes     | %         | Escaños   | Votes       | %           | Escaños     | Votes  | %     | Escaños |
| ---------------------------------------------------------- | ------------ | ------------ | ------------ | ------------ | ------------ | ------------ | ------------ | ------------ | ------------ | --------- | --------- | --------- | ----------- | ----------- | ----------- | ------ | ----- | ------- |
| Frente para la Defensa Constitucional de las Instituciones |              |              | 74           |              |              | 9            |              |              | 16           |           |           | 3         |             |             | 0           |        |       | 102     |
| Partido Istiqlal                                           |              |              | 3            |              |              | 4            |              |              | 0            |           |           | 2         |             |             | 0           |        |       | 9       |
| Unión General de Trabajadores Marroquíes                   |              |              | 0            |              |              | 0            |              |              | 0            |           |           | 0         |             |             | 3           |        |       | 3       |
| Otros                                                      |              |              | 0            |              |              | 0            |              |              | 0            |           |           | 0         |             |             | 2           |        |       | 2       |
| Independientes                                             |              |              | 3            |              |              | 1            |              |              | 0            |           |           | 0         |             |             | 0           |        |       | 4       |
| Votos en blanco/anulados                                   | 376          | −            | −            | 20           | −            | −            | 30           | −            | −            | 20        | −         | −         | 209         | −           | −           | 655    | −     | −       |
| Total                                                      | 9.901        | 100          | 80           | 259          | 100          | 14           | 236          | 100          | 16           | 204       | 100       | 5         | 1,554       | 100         | 5           | 12,154 | 100   | 120     |
| Votantes registrados/participación                         | 11.610       | 85.5         | −            | 281          | 92.2         | −            | 312          | 75.6         | −            | 225       | 90.7      | −         | 3.188       | 48.7        | −           | 15.616 | 77.8  | −       |
| Fuente: Sternberger et al.                                 |              |              |              |              |              |              |              |              |              |           |           |           |             |             |             |        |       |         |